# René Vincent (essayiste)
Pour les articles homonymes, voir René Vincent et Vincent.
René Vincent, né en 1909, décédé en 1989, est un essayiste catholique qui travailla dans l'administration vichyste de 1941 à 1944.
Figure marquante de la droite catholique, il est l'auteur d'un pamphlet antirépublicain, Le temps des assassins, en 1934 et est rédacteur en chef de Combat de 1936 à 1939.
Il devint sous-directeur « de la censure et de la presse » au ministère de l'Information et de la Propagande du régime de Vichy de 1941 à 1944.
Parallèlement, il fonde la revue Idées, en novembre 1941, qui diffusa le message de la Révolution Nationale de Pétain,,,. Installée à Vichy et bénéficiant d’une subvention du régime, la revue se présente clairement comme un outil du nouveau pouvoir. Son manifeste invite les Français à se rassembler sous l’autorité du Maréchal « contre les factions ». 
Il fut peu inquiété à la Libération.